# 国
国（）は、「邦」「州」などとも表される多義的な語である。現在では「国家の権利及び義務に関する条約」に基づいた、主に大きさと独立性（統治機構や担税力など）を備えた国家（独立国）を意味し、以下のような意味を表す。
1. 国家
2. 中央政府
3. 令制国
4. 故郷
5. 地方
6. 大地
7. 漢字の「国」の原義は、城塞都市を指し、古代中国の王・諸侯が統治した。中核となる都市を「中国」と呼んだ。

古代ギリシャのソクラテス、プラトン、アリストテレスなどは、最高善を求めてポリス（都市国家）が造られると説く。
多くの国が憲法を成文法で作成し、自国の権利や能力を他国に表明している。
新しい国を作る手法として、すでにある国（の一部地域）が憲法改正や革命など「新憲法制定」によって統治権を表明して成立する場合もある。

## 日本の「国」

### 中国史書
日本史においては、古くは中国史書『漢書』にあらわれる奴国（）などがある。
『魏志倭人伝』収載の邪馬台国などの地方の「くに」の連合も記されている。
また、「倭国」「三国一」のような、視点を日本列島外に置くような表現にあっては、日本全体が一つの「国」として扱われた。

### 近代以前
「くに」は元来自然の国土を指す語だった。
弥生時代に日本列島各地に政治的支配が始まり、その地方政権が支配する領域も「くに」と呼ぶようにもなった。これら地方の「くに」は、地域としてはのちの「郡」相当の広さしかない狭小な地域にすぎなかったが、政体としての独立性を保つ原初的政権であった。民俗学者折口信夫によれば、「くに」の語の原義は、ヤマトの宮廷に対して半属半独立の関係にある地方を意味しており、また、「くに」には「くにたま」（国魂）があって、これを所有する者がその地方を統治する権限を有するものと観念されていた。それゆえに、ある地方が宮廷の支配に服することは、当該地方の「くにたま」が宮廷に奉られることを意味していた。
ヤマト王権によって日本列島の統一が進行していった4世紀の古墳時代にあっては、そのような「くに」の地方豪族の首長を「国造（）」に任じた。なお地方豪族の少なからずは元来中央豪族であったものが地方統治に進出し、そこで定住した地方首長層であった。
これに伴って古墳文化も東北から九州まで広がっていった。国造たちは自分たちの祖神を祀り、祭政一致の支配体系が確立された一方、国造家の人間たちは朝廷の軍事や外交に当たったほか、宮廷に舎人や采女を奉仕させた。
日本では、「くに」に対して漢字の「國（国）」の字を当て、中国に習い、地方豪族が治める地域を指した。これに伴い、統一されたヤマト国家（後の「日本」）を指して「くに」と呼ぶことも無くなった。
これらとは別に、「大地」「土地」「出身地」に近い意味合いもあった。天津神に対する国津神（くにつかみ）の「国」は、天に対する地を意味し、実際、地の漢字が当てられることもあった。また、「国衆（）」「国替（）」などの語では、土地を意味した。

#### 令制国
このような地方領域の「くに」は、飛鳥時代には律令制のもとで令制国として定められた。令制国は官吏である国司が中央から派遣され治めた。
令制国は、その広狭や人口、生産力などを基準にして大国・上国・中国・下国の4等級に分類され、「守」以下四等官の国司の定員や官人の位階などに差が設けられた。大宝律令制定時の8世紀初頭には58国3島であったが、その後の分割や統合などを経て、9世紀初頭の段階では66国2島となり、それ以後、固定化された。

### 近代
明治時代以降、「国」は、ほぼ現在言うところの「国家」の意味で使われるように替わった。「国家の正当な政府」を単に「国」と呼称する新たな用法も生まれた。日本においては、日本国政府が国と呼称されることが多い。また、独立国ではない政体や日本国が承認していない政権に対し、報道や統計発表などにおいて明示的に「国」の使用を避けることがあり、マスメディアを中心に「国と地域」のような表現もみられる。
令制国は文書などによって法的に廃止されたわけではないが、廃藩置県等の明治時代以降の諸施策によって有名無実化した。これを「国」と呼ぶのは紛らわしくなったため、「旧国」と呼称されることが多くなった。
ただし現在でも「くに」は、文脈によっては、「出身地」の「くに」の意味で普通に使われる。その場合でも都道府県が定着した今日では、旧国単位ではなく都道府県単位で考えることが多くなっている。

## 中国の「国」
元来、国とは諸侯が統治する城塞都市を指した。殷王は諸侯の地方統治を認め連合した。周王が諸侯の統治領を認めることを封建と呼んだ。戦国時代には諸侯は王号を称した。
漢代に、皇帝が親族・功臣・朝貢国王を、最上位の臣下として王位に就け地方統治を許し、その統治領を「国」とした（郡国制）。
なお現在言うところの「中国」は元来は「天下」であり、したがって「国」ではない。

## 欧米の「国」

### state、nation、country
国と和訳される英語には、state、nation、country がある。
- country は、ラテン語の contrata terra（向こう側の土地）が語源で、地理的な国土を意味する。政体の性質を問題にしないため、日本での「国と地域」に相当する使われ方もする。
- nation は、ラテン語の natalis（出生）が語源で、土地の住民の総体を意味する。国家の場合は国民のことだが、国家に結びつかない、少数民族・分断民族・流浪民族などにも nation はある。
- state は、ラテン語の status（土地とその住民への支配権）が語源で、土地とその住民に対する統治権・統治機構を意味する。

いずれも、明確に国家の意味はなく、文脈によっては国家未満、超国家の意味でも使われる。また、具体的な行政区画の名称としてこれらの語を使うこともある。
- country は、イギリス連合王国では構成するイングランド、スコットランド、ウェールズ、北アイルランド（かつてはアイルランド）を指す（それらは「王国」とされる）。
- state は、アメリカ合衆国では州と和訳される。これは「国」に準ずる存在ではあるが「国」と和訳されることはない。
- nation は、アメリカ合衆国では合衆国全体の意味で使われる。

これらの場合は、country、nation、state の本来の意味の区別は問題にならない。

### empire、kingdom、duchy
empire、kingdom、duchy 等はそれぞれ帝国、王国、公国等と和訳されるが、これらは単にそれぞれ皇帝、王、公の領地という意味にすぎず、国家の意味はない。西欧社会では、中世封建社会から絶対王政の時代に至るまで、ある国の君主が別の君主の兼任あるいは臣下であることは珍しくなかった。たとえば、インド皇帝はイングランド王の兼任であり、インド帝国はイギリスの一部だった。最近の例では、アンドラ大公位はフランス大統領とウルヘル司教が（共同で）就いており、それにより1993年までアンドラ公国は独立国ではなく、フランスとスペインの共同統治的な地域だった。

### republic
republic は共和国と和訳されるが、これは民衆による政体という意味で、これも国家の意味はない。たとえば、ロシア連邦（およびソビエト連邦）は国内に共和国を持つ。